# Auf einer Insel mit dir
Auf einer Insel mit dir ist ein US-amerikanisches Filmmusical aus dem Jahr 1948 von Richard Thorpe mit Esther Williams und Peter Lawford in den Hauptrollen. Der Film wurde von Metro-Goldwyn-Mayer produziert.

## Handlung
Auf einer tropischen Insel wird ein Hollywoodfilm gedreht. Hauptdarsteller Ricardo Montez spielt einen Navy-Soldaten, seine Verlobte Rosalind Rennolds eine Polynesierin, in die er verliebt ist. Regisseur George Blaine wird von Lawrence Kingslee, einem Lieutenant der Navy, beraten. Als eine wichtige Szene mit Ricardo und Rosalind gedreht werden soll, unterbricht Lawrence die Aufnahme. Ricardo zeige zu wenig Leidenschaft. George fordert Lawrence auf, die Szene vorzuspielen. Lawrence ignoriert das Drehbuch und küsst Rosalind.
Am Abend besuchen Besetzung und Stab eine den Nachtclub des Royal Aloha Hotel. Xavier Cugat und sein Orchester spielen zum Tanz auf. Lawrence bittet Rosalind um einen Tanz, doch sie lehnt ab. Zur gleichen Zeit versucht die Nebendarstellerin Yvonne Torro bei Ricardo ihr Glück. Lawrence Freund Buckley versucht ihn dazu zu bringen, mit Yvonne an Stelle von Rosalind anzubandeln. Doch Lawrence ist von Rosalind schon länger eingenommen, als sie auf seinem Stützpunkt drei Jahre zuvor eine Vorführung für die Soldaten gab.
Am nächsten Tag soll Lawrence in einem Flugzeug mit Rosalind an Bord das Filmset umkreisen. Jedoch hält er sich nicht an die Vorgabe und fliegt mit Rosalind weg. Er landet mit ihr auf der Insel, auf der er sie zum ersten Mal gesehen hat. Um sie wieder zurückzufliegen, fordert er einen Tanz von ihr. Sie akzeptiert und erklärt gleichzeitig, dass mögliche Zeichen von Zuneigung damals nur der Erhöhung der Moral in Kriegszeiten dienten. Rosalind will mit einem Kuss beweisen, dass sie für ihn nichts empfindet. Der Kuss wird intensiv und leidenschaftlich.
Lawrence und Rosalind kehren zum Flugzeug zurück und stellen fest, dass Inselbewohner einige Flugzeugteile abmontiert und gestohlen haben. Auf der Suche nach dem Dorf werden sie getrennt. Während Lawrence das Dorf erreicht, wird Rosalind von Ricardo und Buckley, die eine Suchaktion gestartet haben, gerettet. Nun will Buckley auch Lawrence finden, wird aber von den Inselbewohnern, die sich als Kannibalen entpuppen, gefangen genommen. Lawrence, der sich mit den Bewohnern angefreundet hat, kann ihn befreien.
Lawrence wird vom Produktionsstudio gefeuert. Auf seiner Basis wird ihm mitgeteilt, dass er vor ein Militärgericht wegen ungebührlichen Verhaltens gestellt wird. Rosalind will Lawrence helfen und sagt aus, dass es ihre Idee war, zur Insel zu fliegen. Dort habe er sich wie ein Gentleman verhalten. Lawrence missversteht Rosalinds Absicht und erklärt sich für schuldig. Zur gleichen Zeit wendet sich Ricardo der an ihm interessierten Yvonne zu. Lawrence entschuldigt sich bei Rosalind für sein Missverständnis. Nachdem sie ihn in einen Pool geschubst hat, küsst sie ihn.

## Produktion
Gedreht wurde der Film vom 1. Juni bis Anfang September 1947 in Florida (Key Biscayne, Manatee County, Winter Haven) sowie in den MGM-Studios in Culver City.

## Stab und Besetzung
Cedric Gibbons und Edward C. Carfagno waren die Art Directors, Edwin B. Willis und Richard Pefferle die Szenenbildner, Irene Lentz die Kostümbildnerin. Douglas Shearer war für den Ton verantwortlich, A. Arnold Gillespie für die Spezialeffekte.
In kleinen nicht im Abspann erwähnten Nebenrollen traten Bess Flowers, Ernest Truex und Marie Windsor auf.

## Musik
Für den Film wurden folgende Songs komponiert:
- On an Island with You, The Dog Song, If I Were You und Takin' Miss Mary to the Ball von Nacio Herb Brown und Edward Heyman
- The Wedding Samba von Abraham Ellstein, Joseph Liebowitz und Allan Small

Weitere Songs waren:
- I Know Darn Well I Can Do Without Broadway von Jimmy Durante (komponiert 1929)
- I'll Do the Strut-Away in my Cutaway von Harry Donnelly, Jimmy Durante und Irving Caesar (1944)
- You Gotta Start Off Each Day With a Song von Jimmy Durante (1944)
- The Beauty Hula von Johnny Noble und John K. Almeida (1935)
- Anapau von Johnny Noble (1935)
- The Pagan Mask von André Previn
- El Cumbanchero von Rafael Hernandez (1943)
- Não Tenho Lágrimas von Max Bulhões und Milton di Oliveira (1937)
- Nightingale von Xavier Cugat und George Rosner

Die Tänze und das Wasserballett wurden von Jack Donohue choreografiert.

## Synchronisation
Die deutsche Synchronfassung entstand 1987 durch die Interopa Film GmbH in Berlin. Dialogregie führte Jürgen Neu, der auch das Dialogbuch schrieb.
| Rolle             | Schauspieler      | Deutscher Synchronsprecher |
| ----------------- | ----------------- | -------------------------- |
| Rosalind Reynolds | Esther Williams   | Alexandra Lange            |
| Lawrence Kingslee | Peter Lawford     | Hans-Jürgen Dittberner     |
| Ricardo Montez    | Ricardo Montalbán | Wolfgang Condrus           |
| Buckley           | Jimmy Durante     | Wolfgang Völz              |
| Yvonne Torro      | Cyd Charisse      | Traudel Haas               |
| Xavier Cugat      | Xavier Cugat      | Hans-Werner Bussinger      |
| Cmdr Harrison     | Leon Ames         | Gerd Holtenau              |
| Penelope Peabody  | Kathryn Beaumont  | Caroline Ruprecht          |
| George Blaine     | Dick Simmons      | Claus Jurichs              |

## Veröffentlichung
Die Premiere des Films fand am 3. Mai 1948 statt. In der Bundesrepublik Deutschland kam er am 21. Februar 1951 in die Kinos, in Österreich am 12. Oktober 1951.

## Kritiken
Das Lexikon des internationalen Films schrieb: „Opulent inszenierter Revue- und Ausstattungsfilm, mit viel Musik und präzise choreografierten Wasserballettszenen, die einige Banalitäten des Drehbuchs wettmachen.“

## Auszeichnungen
Das Drehbuch wurde 1949 für den Writers Guild of America Award in der Kategorie Best Written American Musical nominiert.